# ノルアドレナリン
ノルアドレナリン（ドイツ語: Noradrenalin、英語: noradrenaline）は、化学式C8H11NO3のカテコールアミンにしてフェネチルアミンである。アメリカ合衆国ではノルエピネフリン（norepinephrine）と称される。集中治療室や全身麻酔下手術において、重症患者の血圧を維持する上では不可欠の薬剤である。

## 概要
シナプス伝達の間にノルアドレナリン作動性ニューロンから放出される神経伝達物質や、副腎から血液に放出されるホルモンとして機能する。また、ストレス・ホルモンの一種であり、注意と衝動性 (impulsivity) が制御されている生物の脳の部分に影響する。アドレナリンと共に、この化合物は戦うか逃げるかの反応を生じさせて、心拍数を直接増加させるように交感神経系を動かし、脂肪からエネルギーを放出し、筋肉の素早さを増加させる。
ストレスの多い出来事によって動かされた多数の生理学的変化は青斑核と呼ばれる脳幹の神経核の活動で一部解き放たれる。この核は脳のほとんどのノルアドレナリン経路の起源である。 それらの神経伝達物質としてノルアドレナリンを使用するニューロンは両側性に、 他の投射中の大脳皮質への異なった経路に沿った青斑、辺縁系、および脊椎から投射する。
シナプスでは、それはアルファとベータ両方のアドレナリン受容体に影響する。
新しい知識が長期記憶として貯蔵される際、ノルアドレナリンなどの脳内化学物質が必要になる。

## 抗うつ剤

ノルアドレナリン神経の神経伝達物質と薬剤の作用点

ノルアドレナリン系における変化は憂うつに関係する。SNRIは、脳内のシナプス後細胞で、利用可能なセロトニンとノルアドレナリンの量を増加させることによって、うつを治療する。最近はノルアドレナリン自己受容体がドーパミンも再取り込みするかもしれないといういくつかの証拠があり、これはSNRIがドーパミン伝達をも増加させるかもしれないことを意味する。
一部の他の抗うつ薬もまた、ノルアドレナリンに影響する。いくつかの場合、他の神経伝達物質に影響しない。

## 合体合成
ノルアドレナリンはアミノ酸チロシンから一連の酵素反応を経て合成される。最初のレボドパ (L-DOPA) への酸化の後に神経伝達物質ドーパミンへの脱炭酸が続き、ドーパミン-β-モノオキシゲナーゼによりノルアドレナリンへ酸化される。さらにノルアドレナリンはアドレナリンへメチル化できる。